# Се (округ Сан-Паулу)
Се (Sé) — округ Сан-Паулу, розташований в історичному центрі міста, що належить до субпрефектури Се. Саме тут розташована місія Патіу-ду-Колежіу, перше поселення, із заснування якого в 1554 році бере початок місто Сан-Паулу, і Площа Се, місце розташування «нульової точки» муніципалітету.
Округ обслуговують лінії 1 (блакитна) і 3 (червона) метро Сан-Паулу, так саме як і Експрес Тірадентіс поїздів SPTrans.
| Бразилія | Це незавершена стаття з географії Бразилії. Ви можете допомогти проєкту, виправивши або дописавши її. |